# Charleston (Carolina del Sud)
Charleston è una città degli Stati Uniti d'America, che con i 150 277 abitanti è la più popolosa nello Stato della Carolina del Sud. Fondata dagli inglesi sulla sponda destra dell'Ashley nel 1670 come Charles Town in onore di Carlo II d'Inghilterra, fu spostata dieci anni dopo sul sito attuale. In epoca coloniale, grazie al suo porto, divenne un importante centro commerciale e culturale. Charleston, la cui ricchezza era legata in gran parte al commercio degli schiavi, divenne la quinta città più grande del Nord America. Nel 1861 fu teatro dell'assedio di Fort Sumter, casus belli della guerra di secessione americana. Dalla città prende il nome il ballo chiamato Charleston.

## Geografia
Charleston è situata lungo la costa atlantica, presso l'estuario dei fiumi Ashley, Cooper e Wando, a 182 km a sud-est della capitale Columbia.

## Storia

### Le origini
Una volta risalito al trono d'Inghilterra, Carlo II, il 24 marzo 1663 concesse le terre della provincia della Carolina a otto nobili ai lui fedeli noti come Lord Proprietors. Questi impiegarono sette anni per allestire una spedizione volta a colonizzare le terre d'oltre oceano. Il primo insediamento, sorto sulla rive destra dell'Ashley, fu nominato Charles Towne, in onore del sovrano inglese. I primi abitanti, coloni delle Bermuda, erano capitanati da William Sayle che il 15 marzo 1670 divenne il primo governatore della provincia della Carolina. Nel 1680 il centro cittadino venne spostato dalla sponda sinistra dell'Ashley alla posizione attuale. Per tutto il XVII secolo Charles Towne, rimase l'estremo avamposto meridionale dell'Impero britannico in Nord America. In questo primo periodo la città dovette sopportare anche numerosi attacchi da parte degli spagnoli, dei pirati e dei nativi americani.
Nuovi coloni giunsero dalla Francia, dalla Germania, dall'Irlanda e dalla Scozia. Si formò anche un'importante comunità ebraica sefardita. Dalla metà del XVIII secolo Charles Towne divenne uno dei principali terminali della tratta degli schiavi di cui abbisognavano in gran numero le tante piantagioni del sud. Già dal 1708 la maggioranza della popolazione cittadina era composta da afroamericani. In poco tempo crebbe a tal punto che divenne la comunità più ricca e benestante a sud di Filadelfia ed il suo porto era il quarto tra quelli delle colonie inglesi in Nord America. La sua popolazione ammontava a circa 11 000 unità, un quarto dei quali schiavi.

### Rivoluzione americana
Nel 1776 la città venne attaccata da una squadriglia navale inglese guidata dal generale Henry Clinton. L'assalto tuttavia si risolse con un nulla di fatto poiché i britannici non trovarono l'appoggio armato dei lealisti della Carolina del Sud e gli insorti resistettero eroicamente all'interno del forte Sullivan. Nel 1780 Clinton ritornò alla testa di 14 000 uomini e cinse di nuovo d'assedio la città. Gli insorti guidati dal generale Benjamin Lincoln furono costretti ad arrendersi e per loro fu la più grande sconfitta di tutta la guerra.
Nel 1782 gli Inglesi lasciarono la città che l'anno successivo venne ribattezzata Charleston.
Il 31 maggio 1801 vi fu fondato il primo Supremo Consiglio del rito scozzese antico ed accettato della Massoneria, il Supreme Council, Scottish Rite (Southern Jurisdiction, USA o "Mother Supreme Council of the World", ovvero Supremo Consiglio madre del mondo).

### Guerra civile

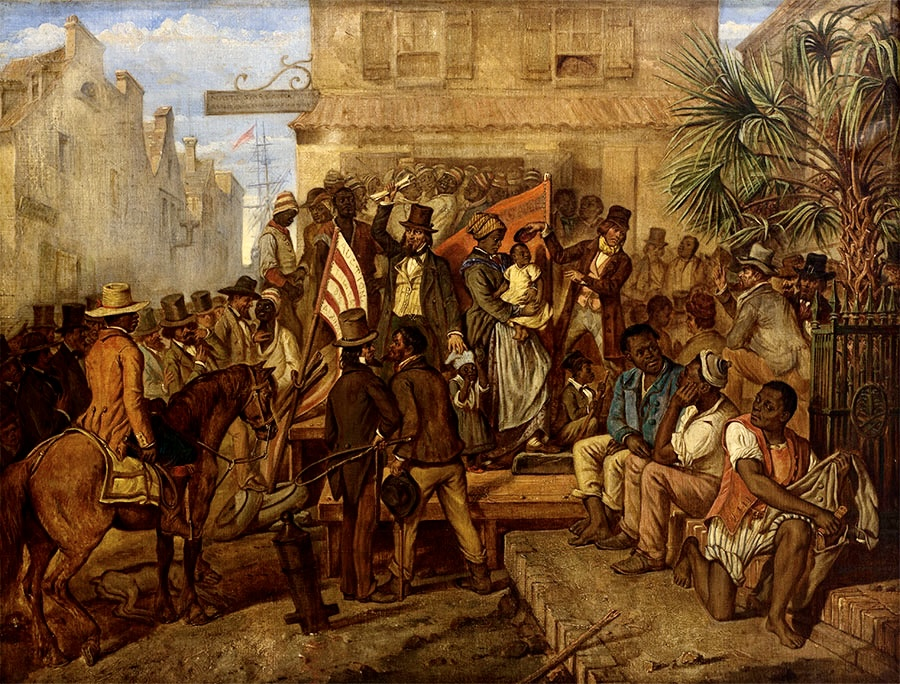
Alonzo J. White vende schiavi a Charleston nel 1853.

Con le elezioni presidenziali negli Stati Uniti d'America del 1860 risultò vincitore Abraham Lincoln; l'assemblea generale della Carolina del Sud votò quindi per la secessione dall'Unione (guerra di secessione americana).
Il 12 aprile 1861 i cannoni della guarnigione sudista, guidata dal generale Pierre Gustave Toutant de Beauregard bombardarono il forte Sumter, presidiato dalle truppe unioniste del maggiore Robert Anderson. Dopo 34 ore di combattimenti quest'ultimo fu costretto alla resa. Questo episodio sancì l'apertura delle ostilità tra la Confederazione e l'Unione.
Per tutta la durata del conflitto Charleston venne duramente bombardata dalle forze nordiste. A piegare ulteriormente le sorti della cittadina vi fu anche il blocco dell'Unione allestito dai nordisti che di fatto impedì l'arrivo dal mare di aiuti e rifornimenti.

### Età contemporanea
Al termine della guerra civile la città fu occupata dalle truppe federali. Durante la ricostruzione post-bellica il 31 agosto 1886 la città fu colpita da un violento sisma di 7,3 gradi della scala Richter.
Charleston è oggi conosciuta negli Stati Uniti per la bellezza dei suoi giardini e per la sua architettura raffinata. Il turismo è una voce importante della sua economia (tour dei giardini, dei monumenti e delle proprietà del periodo coloniale come Boone Hall e Middleton Gardens). L'edizione americana dello Spoleto Festival USA raduna ogni anno, nel mese di giugno, artisti europei ed americani nei settori della musica, della danza, del teatro e delle arti sceniche.
La città è stata teatro nel 2015 del massacro di Charleston, in occasione del quale il ventunenne Dylann Roof aprì il fuoco in una chiesa gospel e provocò 9 morti e un ferito.

## Infrastrutture e trasporti
La città è servita dall'Aeroporto Internazionale di Charleston.

## Società

### Evoluzione demografica
Ha un'area metropolitana stimata nel 2006 in circa 600 000 abitanti.

## Cultura

### Televisione
- Nel telefilm Falling Skies, in seguito all'invasione aliena, Charleston diventa la capitale del nuovo governo degli Stati Uniti che cerca di resistere agli invasori.
- Il terzo episodio della quarta serie del telefilm Il tenente Colombo del 1974, intitolato Alle prime luci dell'alba (ingl. By dawn's early light), è ambientato nella cittadella universitaria, in quel caso utilizzato come un collegio militare.[non chiaro]
- La serie televisiva Outer Banks è stata girata a Charleston.

### Stampa
- Il quotidiano della città è il The Post and Courier, uno dei più antichi giornali del sud degli Stati Uniti d'America.

### Altro
- La città è presente nel videogioco Sim City 2000 come uno degli scenari di partenza.

## Amministrazione

### Gemellaggi
- Ragusa
- 🇮🇹 Spoleto